# Roadrunner Records
Roadrunner Records je diskografska kuća, podružnica Warner Music Groupa, koja većinom ima potpisane ugovore s heavy metal sastavima. 

## Povijest
Osnovana je 1980. u Nizozemskoj, s ciljem uvoza diskografskih izdanja sjeverno američkih heavy metal sastava u Europu. Kasnije otvaraju područnice u SAD-u, Walesu, Njemačkoj, Francuskoj, Japanu, Australiji, Danskoj te Kanadi. Neki od najuspješnijih albuma koje su objavili su Chaos A.D. od Sepulture, Bloody Kisses od Type O Negative te Vol. 3 (The Subliminal Verses) od Slipknota. 
Dana 18. prosinca 2006. diskografska kuća Warner Strategic Marketing, dio Warner Music Groupa je kupila većinski paket dionica (73,5%) Roadrunner Music Group B.V., vlasnika Roadrunner Recordsa.

## Sastavi
- Phantom Blue (1989.)
- Slash (2009.)[2]
- Slipknot  (1999.-)
- Kiss (2009.-)
- Christy Moore (1986.)
- Nickelback  (2000.-)
- DevilDriver  (2002.-)
- Danny Tanner (2005.-)
- Machine Head (1994.-)
- Killswitch Engage (2001.-)
- Soulfly (1998.-)
- Stone Sour (2002.-)
- Trivium (2005.-)
- Airbourne (2008.-)
- Black Stone Cherry (2006.-)
- CKY (2006.-)
- Collective Soul (2008.-)
- Cradle of Filth (2004.-)
- DragonForce (2005.-)
- Dream Theater (2006.-)
- Lynyrd Skynyrd (2009.-)
- Megadeth (2006. – 2013.)
- Opeth (2005.-)
- Billy Talent (2009.-)
- Ratt (2009.-)
- Takida (2009.-)
- Porcupine Tree (2007.–)
- Taking Dawn (2009.-)
- Berri Txarrak (2009.-)
- Dommin (2008.-)
- Rob Zombie (2009.-)
- Mutiny Within (2008.-)
- Madina Lake (2006.-)

## Vanjske poveznice
- Službena stranica  Arhivirana inačica izvorne stranice od 27. kolovoza 2009. (Wayback Machine)